# Vicente Padilla
Pour les articles homonymes, voir Padilla.
Vicente de la Cruz Padilla (né le 27 septembre 1977 à Chinandega, Nicaragua), est un lanceur droitier de baseball qui évolue en Ligue majeure de baseball de 1999 à 2012. Il évolue en 2013 pour les Fukuoka SoftBank Hawks de la Ligue Pacifique au Japon.
Padilla compte une sélection au match des étoiles du baseball majeur, en 2002 comme représentant de son équipe de l'époque, les Phillies de Philadelphie. 

## Biographie
Recruté comme agent libre amateur en août 1998 par les Diamondbacks de l'Arizona, Vicente Padilla débute en Ligue majeure le 29 juin 1999.
Il est transféré le 26 juillet 2000 chez les Phillies de Philadelphie à l'occasion d'un échange impliquant plusieurs joueurs.
Lanceur de relève jusqu'en 2001 en majeure, il devient lanceur partant à partir de la saison 2002. Ses performances sont bonnes : 32 matches en 2002 pour 14 victoires, 11 défaites et une moyenne de points mérités de 3,28.
Sélectionné au match des étoiles en 2002, il est au cœur de la polémique qui suit l'abandon de la rencontre faute de lanceurs.
Padilla rejoint les Rangers du Texas le 12 décembre 2005, à la suite d'un nouvel échange de joueurs. 
Agent libre à la fin de la saison 2006, il prolonge son contrat avec les Rangers en s'engageant pour trois saisons contre 33 millions de dollars le 4 décembre 2006, avec une année une option à 12 millions de dollars pour 2010.
Il est deuxième dans l'ordre de rotation des lanceurs partants des Rangers au départ de la saison 2009. En juillet, Padilla a contracté la grippe A (H1N1). Il s'agissait du premier cas de cette maladie dans les ligues majeures depuis l'éclosion de cette grippe dans le monde au printemps 2009. Six autres joueurs des Rangers ont ressenti des symptômes de ce qui semblait être la grippe, mais aucun d'entre eux n'a été atteint de ce virus.
Il rejoint les Dodgers de Los Angeles le 19 août 2009.
En janvier 2012, Padilla signe un contrat des ligues mineures avec les Red Sox de Boston. Il apparaît comme releveur dans 56 parties de l'équipe et présente une moyenne de points mérités de 4,50 en 50 manches au monticule, avec quatre victoires, une défaite, un sauvetage et 51 retraits sur des prises.
En janvier 2013, il s'engage avec les Fukuoka SoftBank Hawks de la Ligue Pacifique du Japon.